# Langer Klára
Langer Klára, teljes nevén Langer Róza Klára (Budapest, Terézváros, 1912. január 23. – Budapest, 1973. május 20.) magyar fényképész-illusztrátor, fotóművész, érdemes művész (1962).

## Élete
Langer Simon (1877–1940) magánhivatalnok, kárpitosmester és Weisz Adél Eszter (1880–1937) lánya. Érettségi után festészetet és reklámgrafikát tanult, 1937-ben szerzett fényképész mesterlevelet. Reklám- és gyermekfényképezésből élt, de az 1930-as években a szociofotó felé fordult. Sugár Katával itthon és Európa más vidékein is a nyomort fényképezte. 1938–39-ben Párizsban baloldali lapoknak dolgozott. A második világháborút üldözöttként vészelte át, majd fényképezte a háborúban árván maradt gyermekeket. 1945-től részt vett az ország újjáépítését célzó propagandamunkában, kiállításokat rendezett, prospektusokat is készített. 1950–54-ig a Magyar Fotó munkatársa volt. A hivatalos kultúrpolitika által megkövetelt szocialista realizmus optimista hangvételét tükrözték az ő riportjai is. Miután tiltakozott a fotóművészek műtermeinek államosítása ellen, elbocsátották, négy évig nem volt munkahelye. Gyermekek című albuma (1963) négy nyelven jelent meg. 1965–68-ig a Szép versek köteteit illusztrálta. 1950–1972-ig tanított fotográfiát a Képző- és Iparművészeti Gimnáziumban. 1964-től a Tükör hetilap fotóriportere. 1961-ben a Fényes Adolf teremben retrospektív, 2000–ben a Vintage Galériában kamara-kiállítása volt. Munkásságáról Fotó Langer címmel jelent meg kismonográfia (1973).
Házastársa Spitz József volt, akivel 1960-ban kötött házasságot.
A Kozma utcai izraelita temetőben helyezték végső nyugalomra.

## Munkássága
Langer a harmincas évektől nagyszabású, egységes koncepció alapján, drámai sűrítéssel szerkesztett sorozatokba rendezte elkészült műveit. Munkáinak hangvételére – Tőry Klára szavaival – „heves érzelmi túlfűtöttség jellemző, képeinek tónusa legtöbbször sötét, a kifejezés drámaiságát fokozó erős fényárnyék kontrasztokra épül.”

## Kitüntetései
- Érdemes művész (1962)